# Tricholaema hirsuta
El Barbudo hirsuto (Tricholaema hirsuta) es una especie de ave en la familia Lybiidae.

## Distribución
Se la encuentra en numerosas partes de África, incluidas Angola, Camerún, Central African Republic, República del Congo, República democrática del Congo, Costa de Marfil, Guinea Ecuatorial, Gabón, Ghana, Guinea, Kenia, Liberia, Mali, Nigeria, Senegal, Sierra Leona, Sudán, Tanzania, Togo, y Uganda.